# Le Livre du courtisan
Le Livre du Courtisan (Il libro del cortegiano) est un livre de Baldassare Castiglione publié en italien en 1528.

## Genèse
Le livre est écrit d'après les discussions des courtisans de la cour d'Urbino au XVIe siècle, auxquelles son auteur aurait pu participer de 1504 à 1513.
Castiglione avait songé un moment à dédier son livre à François Ier.

## Contenu
L'ouvrage se veut éducatif. Il vise à décrire le « courtisan idéal », sa manière de se comporter, d'être.
L'ouvrage est divisé en quatre livres. L'action se déroule au mois de mars 1507, juste après le passage du pape Jules II à Urbino. L'auteur est absent des discussions à ce moment.
Loin d'être un « vil flatteur », le Courtisan de Castiglione réunit en lui toutes les vertus que la Renaissance exige de l'homme individuel et social. L'idéal chevaleresque du Moyen Âge et l'idéal culturel de l'Humanisme, les armes et les lettres, s'unissent pour former un modèle qui inspirera ensuite de nombreuses variations.
Cette œuvre prône les valeurs morales de la courtoisie à travers ses différents personnages d'un genre nouveau, représentant chacun les idées reçues d'un milieu bien défini et agissant en fonction des codes sociologiques, s'inspirant alors du proverbe de Platon : « Omnia vincit politus » qui renvoyait initialement à l'utilité de l'éducation[pas clair]. Castiglione a recours dans cet ouvrage à la forme dialogique pour exposer à la fois ses propres idées et celles qui s'en distinguent, en faisant intervenir à la fois des hommes et des femmes. La forme, fréquente dans l'Antiquité, était souvent utilisée dans la littérature humaniste, principalement en Italie ; elle s'oppose à celle du traité, qui expose systématiquement et unilatéralement un propos.
Le Livre du courtisan n'est pas un livre théorique. C'est une conversation pleine d'esprit, de grâce et de désinvolture (les trois plus grandes qualités de l'homme de cour selon Castiglione), de poésie aussi, qu'échangent des amis dans le cadre de la cour du palais ducal d'Urbino, une des plus raffinées d'Italie à l’aube du XVIe siècle. Pendant quatre soirées, on danse, on écoute de la musique, on plaisante, et surtout on discute des « manières », bonnes ou mauvaises, des princes, dont il faut attirer les faveurs, des femmes, de l'amour.

## Résumé
Les quatre livres, qui correspondent à la retranscription de discussions tenues au cours de quatre soirées différentes, se distinguent entre eux par une unité thématique forte et un meneur des débats différents.

### LivreI
Le Livre I dresse le portrait du Courtisan. C’est le comte Louis de Canossa à qui échoit la tâche de mener ce jeu de société choisi au début de la soirée. Le Courtisan doit être né noble, être gracieux physiquement et exercé au combat, être bon danseur, musicien, voire pratiquer le dessin . Il doit pratiquer les lettres, c’est-à-dire s’exprimer sans affectation quel que soit son dialecte, mais en usant de style, de cadences et de l’imitation des Anciens ; il doit  s’adapter à son auditoire.
«  Mais, outre la bonté, je pense que le vrai et le principal ornement de l’esprit de chacun, ce sont les lettres, bien que les Français connaissent seulement la noblesse des armes et ne fassent aucun cas du reste, de manière que non seulement ils n’apprécient pas les lettres, mais même ils les abhorrent, et ils tiennent tous les lettrés pour les plus vils des hommes ; et il leur semble qu’ls font une grande injure à quelqu’un quand ils l’appellent « clerc » ».
Alors Julien le Magnifique répondit : « Vous dites vrai, et cette erreur règne depuis longtemps chez les Français, mais si la bonne fortune permet chez Monseigneur d’Angoulême, ainsi qu’on l’espère, succède à la couronne, j’estime que, de même que la gloire des armes fleurit et resplendit en France, de même celles des lettres devra y fleurir pareillement avec un éclat incomparable »

### LivreII
Le Livre II montre la manière d’agir du Courtisan ; C’est Federico Fregoso qui mène la discussion. Le Courtisan doit donc pratiquer les jeux d’armes et parfois se donner en spectacle, par exemple dans la danse. Dans la conversation avec son Prince, il doit éviter la flatterie et la médisance, ne pas chercher les faveurs coûte que coûte, par exemple en obéissant à un ordre infâme ; par contre, il s’efforce à rester modeste, notamment dans son habillement, à l’italienne ou à l’espagnole. Auprès des autres courtisans, il doit veiller à l’intégrité de sa réputation, qui doit le précéder. Tout en évitant les blagues de bourrins, il peut se livrer à des facéties et doit savoir faire rire par de l’ironie, un bon mot, une répartie bien sentie, sans virer à l’impiété ou à l’obscénité ou encore à la médisance sur une noble dame : une quarantaine de chapitres du livre dissèquent les ressorts du rire en donnant dans chacun des exemples de ces facéties. Le bon tour, qui utilise la situation plus que les mots, est aussi à manier.
«  Il faut aussi considérer avec soin la limite et la mesure à respecter quand on fait rire de façon piquante, et qui est celui que l’on pique ; on ne provoque pas en effet le rire en se moquant d’un misérable et malheureux, ni aussi d’un brigand et d’un scélérat reconnu, car il me semble que telles gens méritent davantage d’être punis que moqués ; et les esprits humains ne sont pas inclinés à rire des misérables, à moins que dans leur malheur ils ne se vantent et soient superbes et présomptueux.
On doit pareillement avoir égard à ceux qui sont appréciés et aimés de chacun, et puissants, parce qu’il peut arriver qu’en se moquant de ceux-ci l’on s’attire des inimitiés dangereuses. Aussi convient il de se moquer et de rire des vices placés dans des personnes qui ne sont pas si misérables qu’elles inspirent la pitié, ni si scélérates qu’il semble qu’elles méritent d’être condamnées à une peine capitale, ni si hautes qu’un petit dépit qu’elles auront puisse faire beaucoup de dommage » (XLVI)

« La sorte de facétie qui tient de l’ironie semble très convenable aux grands personnages, parce qu’elle est grave et pleine de sel, et qu’on peut en user dans les choses joyeuses et aussi dans les choses sérieuses (LXXIII) »

### LivreIII
Le livre III s’attache à définir le pendant féminin du Courtisan, la Dame de palais. Le débat est mené par Julien le Magnifique, fréquemment interrompu par le jeune Gasparo lui opposant ses saillies misogynes.
«  « Laissant donc les vertus de l’esprit qu’elle a en commun avec le Courtisan, comme la prudence, la magnanimité, la continence et beaucoup d’autres et également les qualités qui conviennent à toutes les femmes, comme d’être bonne et discrète (…), je dis qu’à celle qui vit à la cour me paraît convenir avant tout une affabilité plaisante par laquelle elle sache gentiment entretenir toutes sortes d’hommes avec des propos gracieux, honnêtes et appropriés ». »
En outre, il lui faudra pouvoir pratiquer les lettres ou la musique, chanter et danser, en évitant les exercices virils ou disgracieux comme de jouer du tambourin ou du fifre. L’égalité entre homme et femme est inscrite dans la nature et dans l’histoire. Dans la nature, on peut contredire la supériorité du corps musclé de l’homme sur les « chairs molles » de la femme en soulignant que celles-ci sont le signe de meilleures aptitudes intellectuelles. Dans l’histoire, la femme apparaît aussi courageuse ou meneuse que l’homme, que ce soit dans la période antique avec les Sabines ou à notre époque avec Anne de Bretagne, Isabelle de Castille ou Béatrice et Isabelle d’Este. Il faut qu’elle sache se contrôler sexuellement, et « ne semble pas, avec ses manières déshonnêtes, s’offrir en quelque sorte à qui la veut ». Pour approcher une telle femme, le Courtisan doit éviter de se montrer trop direct, voire salace, et accepter ce jeu amoureux où la femme fait souffrir par ses refus avant, peut être, d’offrir enfin tous les plaisirs à son soupirant.

### LivreIV
Le Livre IV porte enfin sur le Prince idéal, qui est la « fin du Courtisan » ; ce miroir des princes est mené par Ottaviano Fregoso. Celui-ci est entouré de Courtisans à qui il permet de dire la vérité plutôt que ce qu’il veut entendre dire, et évitent ainsi un autocratisme aveugle. Le Courtisan a un rôle de conseil donc, mais aussi un rôle moral et pédagogique, car la sagesse ou la prudence d’un souverain ne sont pas des qualités innées, mais acquises, de même qu’une utilisation mauvaise du pouvoir est due à une ignorance et non à une malignité innée du souverain. Si la monarchie est préférable à la république, elle donne en effet une immense responsabilité morale au prince. Ainsi le Courtisan peut enseigner au prince le sens de la justice, l’amour de ses sujets et l’inciter à devenir bâtisseur et bon gouverneur, à assumer une nouvelle croisade contre les Turcs et les Maures ou encore à limiter les dépenses somptuaires des particuliers. Le Courtisan doit ainsi imiter les philosophes précepteurs de prince, comme l’ont été Platon avec Denys de Syracuse, ou Aristote avec Alexandre le Grand.
Pietro Bembo conclut le livre en faisant l’éloge de l’attirance amoureuse pour la Beauté. Si le Courtisan est principalement attiré par la Beauté féminine qui le pousse à se dépasser et à se civiliser, elle n’est qu’un avant goût de la beauté divine qui se découvre à lui avec la sagesse de l’âge ou dans la communion mystique à l’univers et à son créateur.
« Je dirais aussi qu’il devrait accompagner sa grandeur d’une mansuétude familière, d’une humanité douce et aimable, et d’une bonne manière de caresser avec discernement ses sujets et les étrangers »
« Ne croyez pas que lorsque vous dites qu’avec mes leçons, on formerait plutôt un bon gouverneur qu’un bon Prince, je voie là un éloge plus grand et plus approprié que de l’appeler bon gouverneur. « C’est pourquoi si c’était à moi de l’instruire, je voudrais qu’il prît soin non seulement de gouverner les choses que j’ai dites, mais aussi celles qui sont bien moindres, et qu’il connût toutes les affaires particulières touchant ses peuples autant qu’il lui serait possible ; qu’il ne se fiât jamais à aucun de ses ministres au point de remettre entièrement entre ses mains les rênes et la libre direction de toutes choses »

« La pierre à aiguiser, qui ne coupe point, rend néanmoins le fer effilé ; c’est pourquoi je pense que, bien que le Courtisan instruise le Prince, on ne doit pas pour cela dire qu’il a davantage de dignité que le prince. »

## Postérité

### Réception
Le Livre connaît un succès immédiat en Europe à sa parution. Il sert par la suite de manuel de savoir-vivre dans les cours européennes.
Les plus grands auteurs, tels que Rabelais, Montaigne, Cervantès et Shakespeare, ont lu et retenu les leçons de Castiglione.

### Traductions
Il Cortegiano a été traduit trois fois en français. Une première traduction attribuée à Jacques Colin d'Auxerre a paru en 1537 à Paris, neuf ans après la publication du livre à Venise et à Florence. Une deuxième traduction par Gabriel Chappuys parut à Lyon en 1585 avec le texte italien en regard ; sa traduction est celle qui rend le plus justice au texte original. Enfin, en 1690, l'œuvre de Castiglione a été traduite par l'abbé Jean-Baptiste Duhamel. Cette troisième traduction est abrégée et édulcorée, car elle tient compte des censures imposées par l'Église catholique.

Alain Pons fait paraître en 1987, aux éditions Gérard Lebovici, une version améliorée de la traduction de Chappuys. Au moment de cette réédition de 1987, Le Livre du Courtisan n'était plus disponible en langue française depuis trois siècles. Cette version de 1987 a été rééditée en 2009 par les éditions Ivrea.

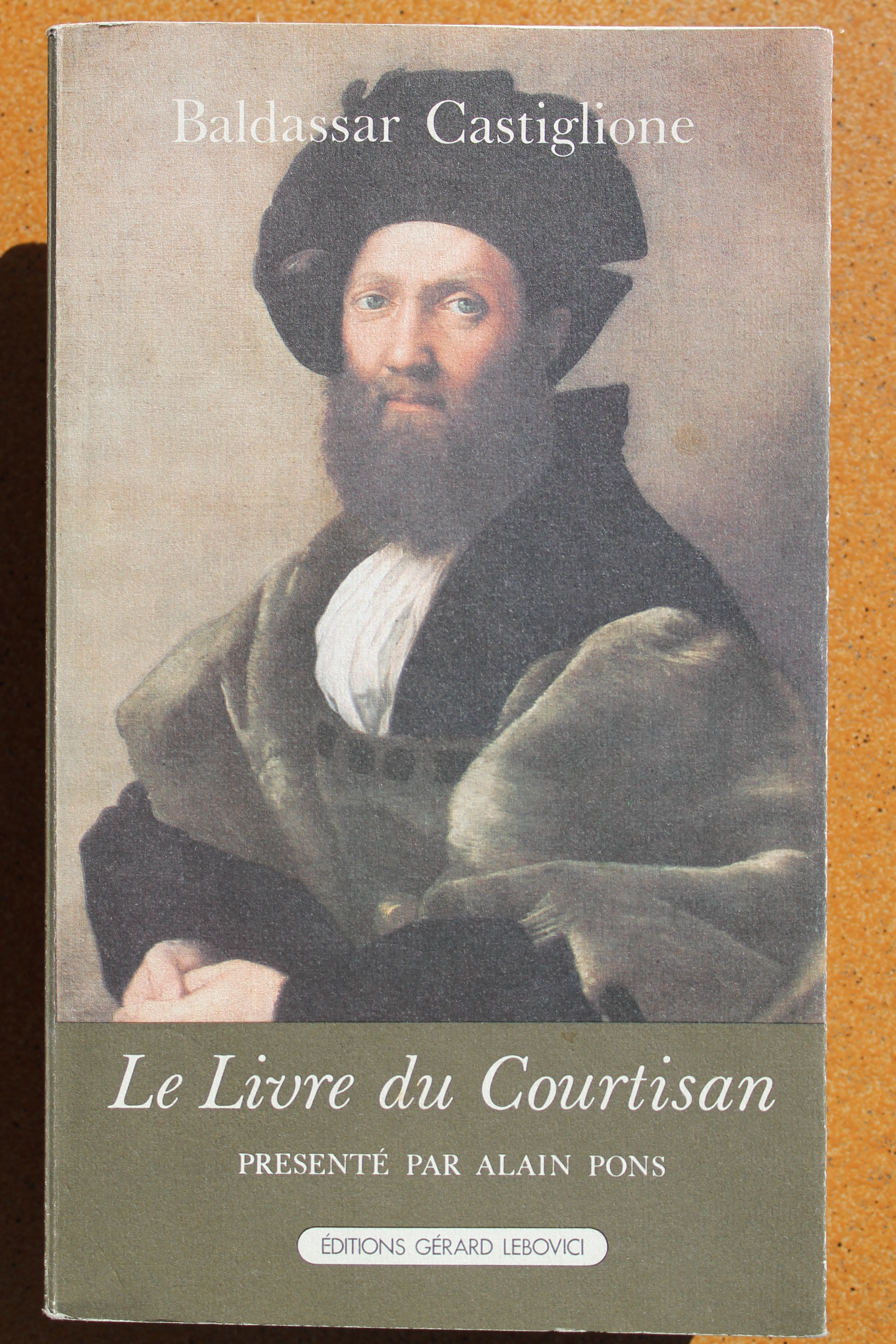
Le Livre du Courtisan, édition de 1987, avec le portrait de Baldassare Castiglione peint par Raphaël.